# 佐奈川

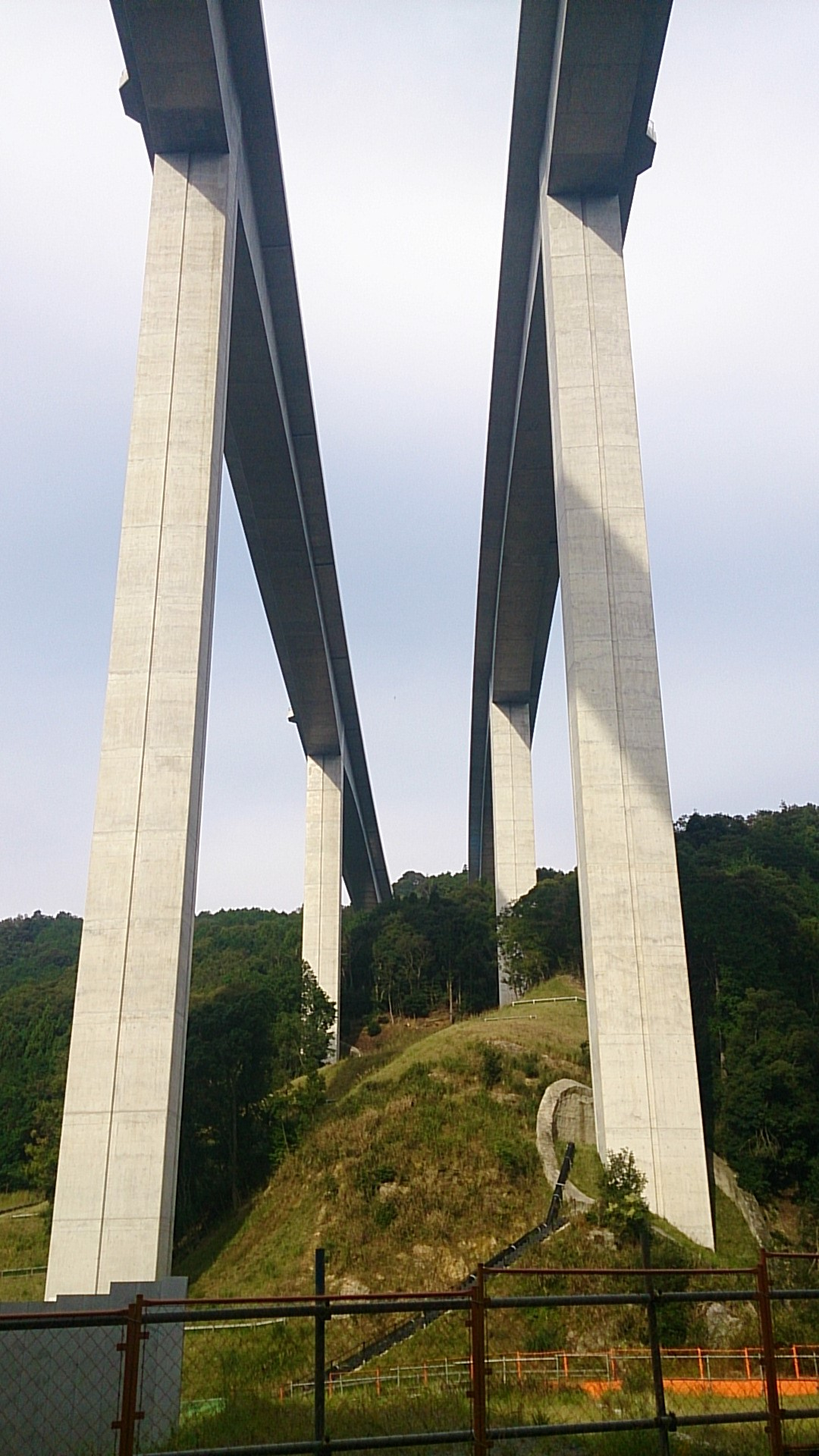
新佐奈川橋

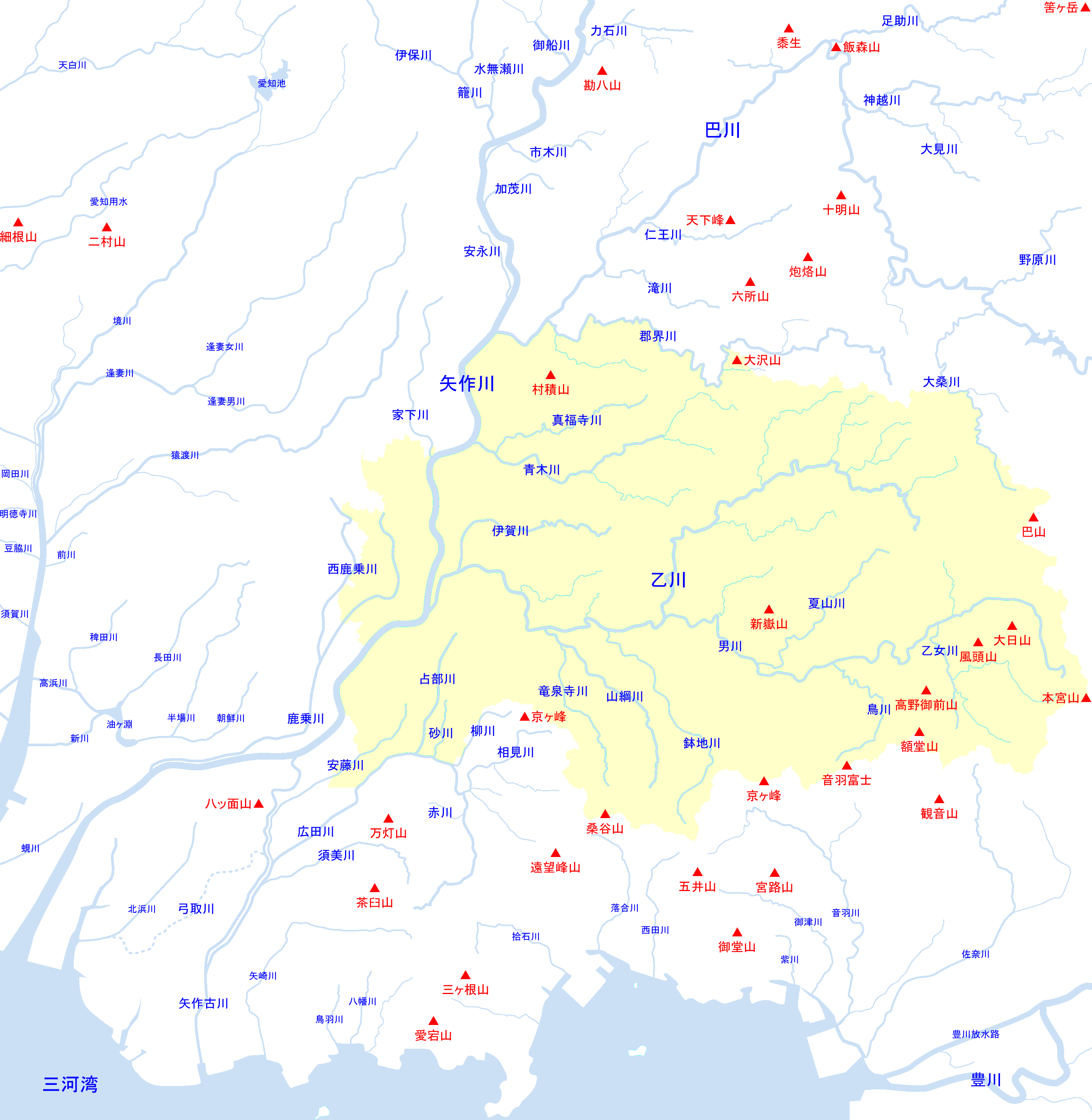
岡崎市周辺の地理

佐奈川（さながわ）は、愛知県東部の東三河地方を流れる河川。二級水系の本流である。

## 地理
豊川市、豊橋市を通るが、なかでも豊川市は市の中心部を通るためか多くの市民に親しまれており、水質保護運動なども行われている。
また、豊川市内の堤防には桜の木が多数植えられており（堤防下には菜の花もある）、市内では桜トンネルや音羽川沿いの桜とともに花見スポットとして有名である。春には「佐奈川桜ウォークラリー」が行われる。市中心部の金屋橋から開運橋にかけては遊歩道が整備されており、花見シーズンには多くの人が桜や菜の花を見ながら散歩をしたり写真撮影をしたりしている。
豊川市佐土町では佐奈川と帯川が合流するところに「ふれあい公園」という公園がある。また、船をイメージしたという「であい橋」という橋もあり、どちらも1993年（平成5年）に完成した。なお、帯川は佐奈川と合流する前に土々川と合流するが、「佐土町」という町名は佐奈川の「佐」と土々川の「土」を組み合わせたものである。
名称の由来については、流域が扇状地で川の水をあたかも七輪やかまどのサナのように透水する地質のため、降雨時以外は流量が少ない様子を擬えたとする説が有力である。実際に帯川と合流する手前では現在も「水無し川」となることが多い。豊川海軍工廠が開設された1940年代 - 1950年代にかけて改修・整備され、豊川市中心部の流路がほぼ直線状となっている。一方、帯川は元々は豊川水系であり、本野ヶ原から谷川町を通って松原用水に流入していたものが、豪雨時にはよく氾濫したため佐奈川の改修と同時期に同川に合流する流路へと付け替えられ、洪水の解消と佐奈川の流量確保が成された。
本流の水源は岡崎市（旧額田郡額田町）境の杣坂峠付近にあり、途中上流の千両町内で清水川、宮川、水久保川が合流する。また中流における支流の帯川、土々川はともに旧一宮町域の山間部に源を発する。諏訪川は、豊川海軍工廠開設の際にその外濠の水を集め排水するように整備された半人工河川である。名鉄豊川線の諏訪川に架かる橋梁の名は現在も工廠排水路橋梁である。一部の外濠に佐奈川の水を導水していた当時は、諏訪川は佐奈川放水路とも呼ばれた。諏訪橋の南で白川に通じる代田川（諏訪川と同じく準用河川で別名を白川放水路と言う）を分ける。
佐奈川の本流は豊川市伊奈町で音羽川水系の白川と約200mまで接近するが再び離れて並行し、河口は三河臨海緑地を挟んで1.5kmほど離れた別々の場所となる。豊橋市西浜町から前芝町にかけての豊川河口との間には干潟が形成されている。

## 流域の自治体
愛知県
豊川市、豊橋市

## 主な支流
二級河川と準用河川を下流側から順に記載する。
| 河川   | よみ     | 次数    | 種別     | 管理者 | 主な経過地     | 河川延長 （km） | 備考 |
| ------ | -------- | ------- | -------- | ------ | -------------- | --------------- | ---- |
| 佐奈川 | さながわ | 本川    | 二級河川 | 愛知県 | 豊川市、豊橋市 | 14.429          |      |
| 諏訪川 | すわがわ | 1次支川 | 準用河川 | 豊川市 | 豊川市         | 4.9             |      |
| 帯川   | おびかわ | 1次支川 | 二級河川 | 愛知県 | 豊川市         | 4.963           |      |
| 土々川 | どどかわ | 2次支川 | 準用河川 | 豊川市 | 豊川市         | 2.043           |      |

## 流域の施設等
- 千両保育園
- 豊川用水西部幹線
- 豊川市立千両小学校
- シロキ工業本社・豊川工場
- ふれあい公園
- 西豊川駅跡
- 豊川市立桜木小学校
- 陸上自衛隊豊川駐屯地
- イオン豊川店
- ケアハウスさながわ
- 豊川市立金屋中学校
- 豊川市立金屋小学校
- 佐奈川散策公園
- 豊川市役所
- 中央通公園
- 金屋橋公園
- 名鉄豊川線 諏訪町駅
- 豊川市立中部小学校
- 豊川市立南部中学校
- 豊川市処理場
- 向山公園
- 名鉄名古屋本線 小田渕駅
- 愛知県鮎養殖漁協
- 伊奈城址
- 花ヶ池牧場
- 平松食品

## 橋梁
（上流から）
- 兎渡橋（愛知県道334号千万町豊川線）：読み不明
- 極楽沢橋
- 豊栄橋：農道
- 新佐奈川橋（新東名高速道路：最大橋脚高さ89m）
- 用幸橋
- 千両橋（愛知県道334号千万町豊川線）
- 早稲田橋
- 走橋（愛知県道334号千万町豊川線）
- 上広貝津橋
- 下広貝津橋
- 知草橋（愛知県道334号千万町豊川線）
- 千財橋
- 大明神橋（愛知県道334号千万町豊川線）
- 石畑橋
- 上小路橋
- 小路橋（林道小路線）
- 中小路橋
- 市民橋
- 一心橋
- ○○橋（林道寺門線）：実質通行止
- 数谷原橋（豊川市道千両数谷原赤根坂線）
- 赤根坂橋（豊川市道千両上蛇穴糸宅線）：以降11.50kmが二級河川指定流路
- 瑞穂橋（愛知県道21号豊川新城線）
- 赤根橋（愛知県道334号千万町豊川線）
- 市道橋（豊川市道千両下蛇穴4号線）
- 宮西橋（豊川市道本野千両線）
- 滝下橋（豊川市道長草八ツ畑大木山ノ奥線）
- 川向橋（豊川市道木戸長草線）
- 東名高速道路
- 藪下橋（豊川市道一宮千両線）
- 西坪橋（豊川市道樽井土々川大崎下金居場線）
- （建設中）（愛知県道31号東三河環状線バイパス）
- 福地橋（豊川市道三蔵子山塚福地荒古線）：重量制限2.0t
- 荒子橋（豊川市道三蔵子福地荒古樽井川添線）
- 上大道橋（豊川市道樽井川添三蔵子大道線）
- 大道橋（愛知県道498号三蔵子一宮線）
- であい橋（人道橋）
- 荒古橋（桜木通：県道31号現道）
- 日本車輌製造専用線
- 開運橋（豊川市道公園線：開運通の延長）
- 金屋歩道橋（人道橋：金屋小・中学校）
- 金屋橋（愛知県道5号国府馬場線）
- 赤代橋（豊川市道千歳通一丁目中央通五丁目線）
- 上野川橋（豊川市道城跡市役所線：牛久保駅通）
- 名鉄豊川線
- 代田橋（愛知県道400号豊橋豊川線）
- 四ッ谷歩道橋（人道橋：中部小学校、南部中学校）
- 四ッ谷橋（豊川市道四ツ谷一丁目萩山二丁目線）
- 海見橋（豊川市道下長山線）
- 境橋（豊川市道篠束野口線）
- 前川橋（豊川市道伊奈鳥川線）
- 佐奈川橋（国道1号）
- 佐奈橋（愛知県道496号白鳥豊橋線：旧東海道、個別名称のない人道橋併設）
- 名鉄名古屋本線
- 新川橋（愛知県道373号金野豊川線）
- 下佐脇橋（豊川市道中通線（その2））
- JR東海道本線
- 柳橋（愛知県道384号小坂井御津線）
- 雨田橋（豊川市道御津下佐脇野先伊奈北村線）
- JR東海道新幹線
- 国道23号（豊橋バイパス）
- 浜田橋（国道23号）
- 浜田橋（豊橋市道梅薮町・前芝町21号線：旧蒲郡街道）